# Amasi (langue)
L'amasi est une langue bantoïde du sud du Cameroun.
La langue n'a pas de code ISO, car elle avait été considérée comme un dialecte du Manta, une langue des Grassfields du Sud-Ouest (Momo occidental).